# میربت خان منگل
میربت خان منگل (زاده ۱۳۵۱ ولسوالی موسی خیل خوست) سیاستمدار افغانستان و نماینده مردم ولایت خوست در دوره شانزدهم مجلس نمایندگان است. وی در مجلس شانزدهم نمایندگان افغانستان عضو کمیسیون مواصلات، مخابرات، امور انکشاف شهری، تهیه مسکن، تهیه آب و برق و امور شاروالی‌ها می‌باشد.

## زندگی‌نامه
میربت خان منگل زاده ۱۳۵۱ از ولسوالی موسی خیل ولایت خوست می‌باشد. ایشان تحصیلات دوره دبیرستان/لیسه خود را در مدرسه عالی یعقوب در سال ۱۹۹۳ به پایان رسانید. او سپس در سال ۲۰۰۰ از دانشگاه پزشکی افغانستان در پاکستان فارغ‌التحصیل شود و تحصیلات خود را در رشته حقوق و علوم سیاسی از دانشگاه دعوت در کابل ادامه دهد.

## دیگر فعالیت‌ها
دیگر فعالیت‌های ایشان:
- رئیس مخابرات خوست (۱۳۷۳–۱۳۷۵).
- معلم در مکاتب (۱۳۷۵–۱۳۷۸).
- رئیس کلینیک چهارده بستر موسی خیل (۱۳۸۲–۱۳۷۸).
- در انتخابات ریاست جمهوری سوپروایزر (۱۳۸۳).
- سناتور انتخابی ولایت خوست.
- رئیس و معاون در کمیسیون‌های مختلف مجلس سنا(۱۳۸۴–۱۳۸۹).